# Glutinator

Le glutinator est l'équivalent, dans la Rome antique, de l'actuel relieur. Son travail consistait à coller (gluten ou glutinum, « colle ») ensemble des feuillets de papyrus pour en faire de longues bandes enroulées.
Les livres antiques se présentaient sous la forme du volumen, un rouleau constitué de feuilles de papyrus ou de parchemin collées les unes aux autres pour former une longue bande. Le texte était préalablement écrit sur les feuillets séparés, le travail du glutinator consistait à coller ces feuillets à la suite. Ce principe de collage fut, suivant Photius, inventé par un certain Phillatius, auquel les Athéniens reconnaissants érigèrent une statue. Le glutinator pouvait être aussi celui qui fabriquait les feuillets de papyrus, en juxtaposant et entrecroisant de minces bandes de la tige de ce roseau, et encollant la face destinée à l'écriture afin que l'encre ne se diffuse pas dans les fibres.
Chez les Romains, cette opération était souvent pratiquée soit par des apprentis copistes, soit par des esclaves ou des affranchis dont c'était la profession spéciale, et qui portaient le titre de glutinatores, que l'on retrouve dans quelques inscriptions funéraires. Telle est celle qui a été découverte à Naples et qui fait mention de M. Annius Stichius ou Mannius Stichius, colleur de l'empereur Tibère.